# Diseño editorial

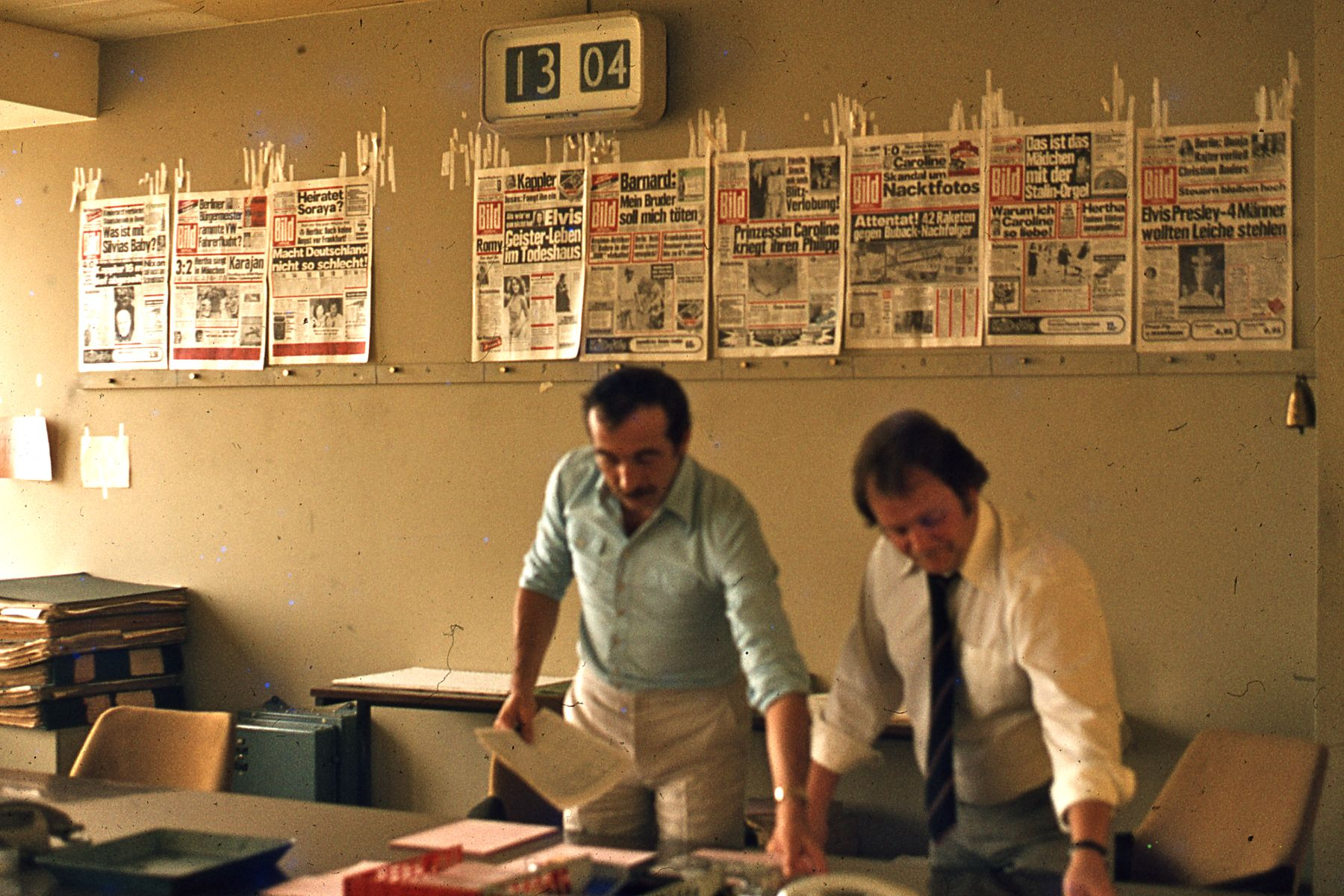
Oficina editorial del periódico Bild en Berlín Occidental, 1977.

El diseño editorial es la rama del diseño gráfico (actividad que consiste en proyectar comunicaciones visuales destinadas a transmitir mensajes específicos a grupos sociales, con objetivos determinados y que ayuda a optimizar las comunicaciones gráficas) dedicada al diseño, maquetación y composición de publicaciones (impresas o digitales) tales como revistas, periódicos, libros o arte de tapa en discos.
Otra manera simple de acotarlo es considerarlo como una forma de periodismo visual, en la medida en que esa etiqueta lo distingue más fácilmente de otros procesos de diseño gráfico, como el marketing o el diseño de packaging, que suelen orientarse exclusivamente a la promoción de un punto de vista o de un producto. Una publicación editorial, por el contrario, puede entretener, informar, instruir, comunicar, educar o desarrollar una combinación de todas estas acciones.
Las publicaciones editoriales tienen como objetivo principal el comunicar o transmitir una idea o narración mediante la organización y presentación de imágenes y palabras. También puede desempeñar diversas funciones, por ejemplo, dotar de expresión y personalidad al contenido, atraer y retener la atención de los lectores o estructurar el material de una manera nítida.
 El diseño editorial incluye muchos términos técnicos que pueden resultar confusos y complejos. 
El profesional debe tener en cuenta el impacto e innovación de los diseños de tapas, dándole importancia a la síntesis semántica para que dentro de una gran gama de productos su creación resalte en cuestión de segundos. Antes de realizar un trabajo de diseño editorial se tiene que seguir un orden de reglas para la ejecución del trabajo, las cuales pueden ser:
1. Definir el tema (sobre la base de este que es lo que se quiere comunicar).
2. Definir el objetivo de comunicación del diseño a realizar.
3. Conocer el contenido (en caso de publicaciones especializadas).
4. Cuáles son los elementos más adecuados.
5. Realizar un proceso de bocetación (pequeños dibujos que lleven a definir un buen concepto, tanto de composición como del desarrollo del tema y de su posible evolución).
6. Realizar una retícula, ya que por ejemplo en la creación de una revista u otro impreso que contenga varias páginas, estas tienen que tener una homogeneidad.
7. Legibilidad tipográfica (comprensible de leer).

 La maquetación, parte importante en el estilo y creatividad de revistas, periódicos y libros, está basada en un rejilla base, sirve para delimitar los márgenes del área y donde se justifica el texto y las imágenes.

Dentro de la maquetación existen diferentes tipos de retículas que se pueden tomar en cuenta, para que la lectura sea más armoniosa, por ejemplo:

### Retícula de una columna
Esta estructura presenta una única hilera de información, esto para dar una continuidad y aprovechar al máximo el espacio en textos largos y persistentes. Posee márgenes amplios y evita que se pierda el punto de lectura, transmite calma y tranquilidad. Los libros o informes utilizan este tipo de retícula.

### Retícula a dos columnas
Este tipo organiza la información en dos columnas, esto usualmente es con el objetivo de presentar datos subsecuentes enfrentados o textos con la información separada. La dimensiones pueden ser del mismo tamaño o si se necesita ser de diferente tamaño, se debe procurar que una sea el doble de ancho que la otra. Se usa frecuentemente en diccionarios o textos con definiciones.

### Retícula de múltiples columnas
Este sistema es uno de los más utilizados, ofrece una flexibilidad y versatilidad amplia, puesto que se puede combinar e intercalar texto con imágenes u otros cuerpos, el número de columnas puede variar dependiendo, pero usualmente se mantiene en tres o cuatro, las cuales deben ser proporcionales. Si se tiene una gran cantidad de información se puede optar por un mayor número de columnas (los periódicos tienen hasta seis). Es fácil encontrarlas en revistas o folletos informativos.

### Retícula Modular
Esta estructura muestra módulos del mismo tamaño abarcados en todo el espacio, es más compleja pero gracias a su menor división del espacio permite dar más flexibilidad, movilidad y creatividad a los contenidos. Se puede ver en los diseños de anuncios, carteles o folletos cortos.

### Sistema Jerárquico
Como su nombre lo dice, tiene la finalidad de mostrar los contenidos de acuerdo a su importancia y relevancia, por ello es muy utilizado en sitios web o información digital, en lo que primero que se observa es lo que captará la atención.

## Secciones y partes de una publicación
Una revista:
- Portada (primera de forros)
- Contraportada (cuarta de forros)
- Segunda de forros
- Tercera de forros
- Contenido, bandera de créditos, legales
- Páginas  editoriales (desarrollo de los temas)
- Anuncios publicitarios (pauta)

Un libro:
- Portada, 1.ª de forros, de Cubierta o simplemente Cubierta: Lleva la información primordial del libro, el título del libro, el nombre del autor y la casa editorial.
- 2ª y 3ª de cubierta, también conocidas como Guardas, que cuando las hay, son las hojas en blanco que se encuentran inmediatamente después de la portada y antes de la contraportada, aunque en función de la calidad del libro pueden contener los datos legales del mismo o bien anteceder a estos datos como una protección ante la posible pérdida de alguna de las cubiertas o forros.
- Contraportada o 4ª de Cubierta: Lleva una pequeña reseña del libro o del autor, también algunas de sus obras.
- Hoja de Presentación o portadilla: Lleva la misma información de la portada del libro.
- Prólogo: Introducción al contenido del libro, aporte o acotación de otro autor a la obra.
- Índice: Contenido del libro.
- La sobrecubierta: Protege el libro, le da mayor calidad a la publicación.
- Lomo: Es donde se unen todas las hojas con las pastas.

Un disco:
- Tapa, anverso: La tapa puede llevar, el nombre, logo, imagen, etc, es quien da identidad al diseño, representa la música que la compone. La tapa puede estar compuesta por carillas a modo de libro, para mostrar imágenes o temas completos de los artistas.
- Contratapa, reverso: Generalmente contiene los temas, información de diseño o grabación.
- Lomo: Contiene el nombre del artista y el nombre del disco.

Para el diseño de discos tanto para artistas músicos, como para empresas (CD corporativos) es una pieza editorial muy particular, que cuenta con elementos y tiempos de lectura muy diferentes a otras. Son utilizados por bandas de todo tipo de género, rock, pop, clásico, tango, etc, con un valor agregado visual, que complementa el concepto del disco. También es utilizado por empresas que necesitan hacer una presentación institucional o de algún producto.
Los diseñadores no solo se ocupan del exterior de las obras sino que procuran organizar textos, titulares e imágenes además asignar tipografías que permitan una legibilidad y una lecturabilidad eficiente, procurando una composición coherente que refleje tema, estilo o intención del texto.